# Folketingswahl 1909
- Social.: 24
- Rad. V.: 15
- Sonst.: 6
- Venstr.g: 10
- Venstr.: 27
- Mod. V.: 11
- Højre: 21

Die Folketingswahl 1909 am 25. Mai war die 28. Wahl zum Folketing, der zweiten Kammer des dänischen Parlaments. Die Sozialdemokraten sammelten die meisten Stimmen, konnten jedoch nur in 24 Wahlkreisen gewinnen. So wurde die Venstrereformpartiet erneut stärkste Kraft, auch wenn sie nur noch in 37 Wahlkreisen den Folketingssitz gewinnen konnten. Die Venstrereformpartiet führte die Regierung Neergaard I beziehungsweise ab August 1909 die Regierung Holstein-Ledreborg zunächst fort, musste sich im Oktober 1909 aber einem Misstrauensvotum ergeben, woraufhin die Radikale Venstre die Regierung Zahle I bildete.

## Wahlmodus
Die 114 Sitze des Folketings wurden über ebenso viele Wahlkreise nach Mehrheitswahlrecht vergeben. Wahlberechtigt zur Folketingswahl waren dänische Männer, die das 30. Lebensjahr vollendet hatten und über einen eigenen Wohnbesitz in Dänemark verfügten. Ausgeschlossen waren jedoch Personen, die in der Vergangenheit Armutshilfe erhielten und diese noch nicht zurückzahlten oder unter Vormundschaft standen. Unter diesen Voraussetzungen waren somit nur etwa 17,1 % der Bevölkerung wahlberechtigt.

## Ergebnisse
| Partei                                               | Stimmen   | Prozent   | Sitze     | ± Sitze   |
| ---------------------------------------------------- | --------- | --------- | --------- | --------- |
| Socialdemokratiet Sozialdemokraten                   | 93.079    | 28,7 %    | 24        | ▬0        |
| Venstrereformpartiet Venstre-Reform-Partei           | 77.749    | 24,0 %    | 37 a      | ▼19       |
| Højre og Frikonservative Rechte und Freikonservative | 64.189    | 19,8 %    | 21        | ▲ 9       |
| Radikale Venstre Sozialliberale                      | 50.305    | 15,5 %    | 15        | ▲ 6       |
| Det Moderate Venstre Moderate Liberale               | 19.241    | 05,9 %    | 11        | ▲ 2       |
| Parteilose                                           | 18.423    | 05,7 %    | 06        | ▲ 2       |
|                                                      |           |           |           |           |
| Wahlberechtigte                                      | 460.553   | 460.553   | 460.553   | 460.553   |
| Abgegebene Stimmen                                   | 327.384   | 327.384   | 327.384   | 327.384   |
| Gültige Stimmen                                      | 324.258 b | 324.258 b | 324.258 b | 324.258 b |
| Wahlbeteiligung                                      | 71,1 %    | 71,1 %    | 71,1 %    | 71,1 %    |